# Palaeorhiza combinata
Palaeorhiza combinata är en biart som beskrevs av Hirashima 1978. Palaeorhiza combinata ingår i släktet Palaeorhiza och familjen korttungebin. Inga underarter finns listade i Catalogue of Life.